# Raimondas Vabalas
Raimondas Vabalas, né le 5 mars 1937 à Paris et mort le 25 décembre 2001 à Vilnius, est un réalisateur lituanien et soviétique. Il est l'auteur du premier film lituanien en couleur Marš, marš, tra-ta-ta! (1964).

## Biographie
Raimondas Vabalas naît à Paris. À l'âge de quatre ans, avec sa famille il déménage à Panevėžys. Son père, Alfonsas Vabalas, devenu partisan, meurt pendant la Seconde Guerre mondiale.
Jeune adulte, Vabalas va souvent au cinéma et rejoint plus tard le théâtre dramatique de Juozas Miltinis, élève de Jacques Copeau. En 1952-1956, il fut acteur et directeur adjoint du Théâtre dramatique de Panevėžys.
Depuis 1960, il travaille au Lietuvos kino studija, subissant dès les premiers pas la pression de la censure soviétique.
En 1962, il est diplômé du département de réalisation du VGIK à Moscou (atelier de Lev Koulechov et Alexandra Khokhlova). Alors qu'il n'a que vingt-deux ans et poursuit encore ses études, il est confronté à un premier défi : on lui demanda de terminer le film Canonade (1961), un projet initialement lancé par le cinéaste Arūnas Žebriūnas, de sept ans son aîné. Peu de temps après avoir terminé Canonade, il commence à travailler sur un long métrage de fin d'études, Des pas dans la nuit. Il n’était pas courant de terminer ses études de cinéma avec un long métrage, mais Vabalas a reçu l’offre de réaliser un scénario sur l’évasion d’un prisonnier juif du Neuvième Fort de Kaunas pendant la Seconde Guerre mondiale. Il a conçu l'histoire de l'occupation nazie à Kaunas dans son propre style, évitant ainsi toute propagande communiste.
L’exemple de film de genre le plus remarquable de l’histoire du cinéma lituanien est peut-être Marš, marš, tra-ta-ta!. Combinant des éléments de satire et de grotesque, il illustre sans détour les idées politiques du réalisateur : sa critique du totalitarisme. Se souvenant de la réaction du public face au film, le réalisateur a exprimé sa frustration face au sens de l'humour des Lituaniens. Ils n’auraient pas compris la teneur satirique du film.
Membre de l'Union des cinéastes de l'URSS. Premier secrétaire de l'Union des cinéastes de la RSS de Lituanie de 1968 à 1973.
Le Prix d'État de la RSS de Lituanie lui est attribué en 1967, pour le film Escaliers vers le paradis adapté du livre de Mykolas Sluckis, le premier roman lituanien qui illustre les années d'après-guerre comme une période pénible de transformation sociale. Le film dépeint avec sensibilité la fracture urbaine et rurale, soulignant l'impuissance des individus à s'appuyer sur leurs propres principes et à résister à l'uniformisation. Le film revêtait une importance personnelle pour le réalisateur car il abordait ouvertement le sujet de partisanerie lituanienne alors que son père avait été partisan.
Vabalas réécrit à plusieurs reprises le scénario de son prochain projet, Juin, début de l'été qui dépeint la vie quotidienne des années 1960.
Son dernier film L'Automne arrive dans les bois (1990) témoigne fidèlement de la période tendue qui a précédé la chute du communisme, traduisant le statu quo en langage cinématographique.
Décédé le 25 décembre 2001, Raimondas Vabalas est inhumé au Rasų kapinės à Vilnius.
En 2006; Agnė Marcinkevičiūtė réalise un film documentaire sur Raimondas Vabalas. En 2007, à Vilnius, une plaque commémorative avec un bas-relief (sculpteur Jonas Naruševičius, architecte Audronis Vydžius) est inaugurée au 4 rue Aušros Vartų, où le cinéaste a vécu de 1986 à 2001.

## Filmographie
- 1961 : Canonnade (Kanonada) en collaboration avec Arūnas Žebriūnas
- 1962 : Des pas dans la nuit (Žingsniai naktį)
- 1964 : Marš, marš, tra-ta-ta![6]
- 1966 : Escaliers vers le paradis (Laiptai į dangų)
- 1969 : Juin, début de l'été (Birželis, vasaros pradžia)
- 1971 : Pierre sur pierre (Akmuo ant akmens)
- 1972 : Tracer la ligne (lt)
- 1975 : La Fumée et le Bébé (Smokas ir Mažylis) d'après Belliou la Fumée de Jack London, trilogie Le Goût de la viande , Les rêves, L'Or
- 1980 : L'Échange (Mainai)
- 1980 : Matchs de 9 à 9 (Rungtynės nuo 9 iki 9)
- 1983 : Vol à travers l'océan Atlantique (Skrydis per Atlantą)
- 1990 : L'Automne arrive dans les bois (Miškais ateina ruduo)